# Reino Unido en los Juegos Paralímpicos de Lillehammer 1994
El Reino Unido estuvo representado en los Juegos Paralímpicos de Lillehammer 1994 por un total de 23 deportistas masculinos.

## Medallistas
El equipo paralímpico británico obtuvo las siguientes medallas:
| Nombre            | Deporte        | Evento                       |
| ----------------- | -------------- | ---------------------------- |
| Oro               |                |                              |
| —                 |                |                              |
| Plata             |                |                              |
| —                 |                |                              |
| Bronce            |                |                              |
| Richard Burt      | Esquí alpino   | Eslalon gigante B3 masculino |
| Richard Burt      | Esquí alpino   | Supergigante B3 masculino    |
| James Barker      | Esquí alpino   | Descenso LWXI masculino      |
| Matthew Stockford | Esquí alpino   | Supergigante LWX masculino   |
| Peter Young       | Esquí de fondo | 5 km B1 masculino            |